# Copris elpheneroides
Copris elpheneroides là một loài bọ cánh cứng trong họ Bọ hung (Scarabaeidae).